# ダマガゼル属
ダマガゼル属（ダマガゼルぞく、属名：Nanger〈ナンゲル〉）は、およそ西アフリカ北部と東アフリカに分布するガゼルの仲間（より広義にはアンテロープの仲間）。1885年にフランスのフェルナン・ラタストがウシ科の下位に位置する階級として設立。

## ダマガゼル属を編成する種

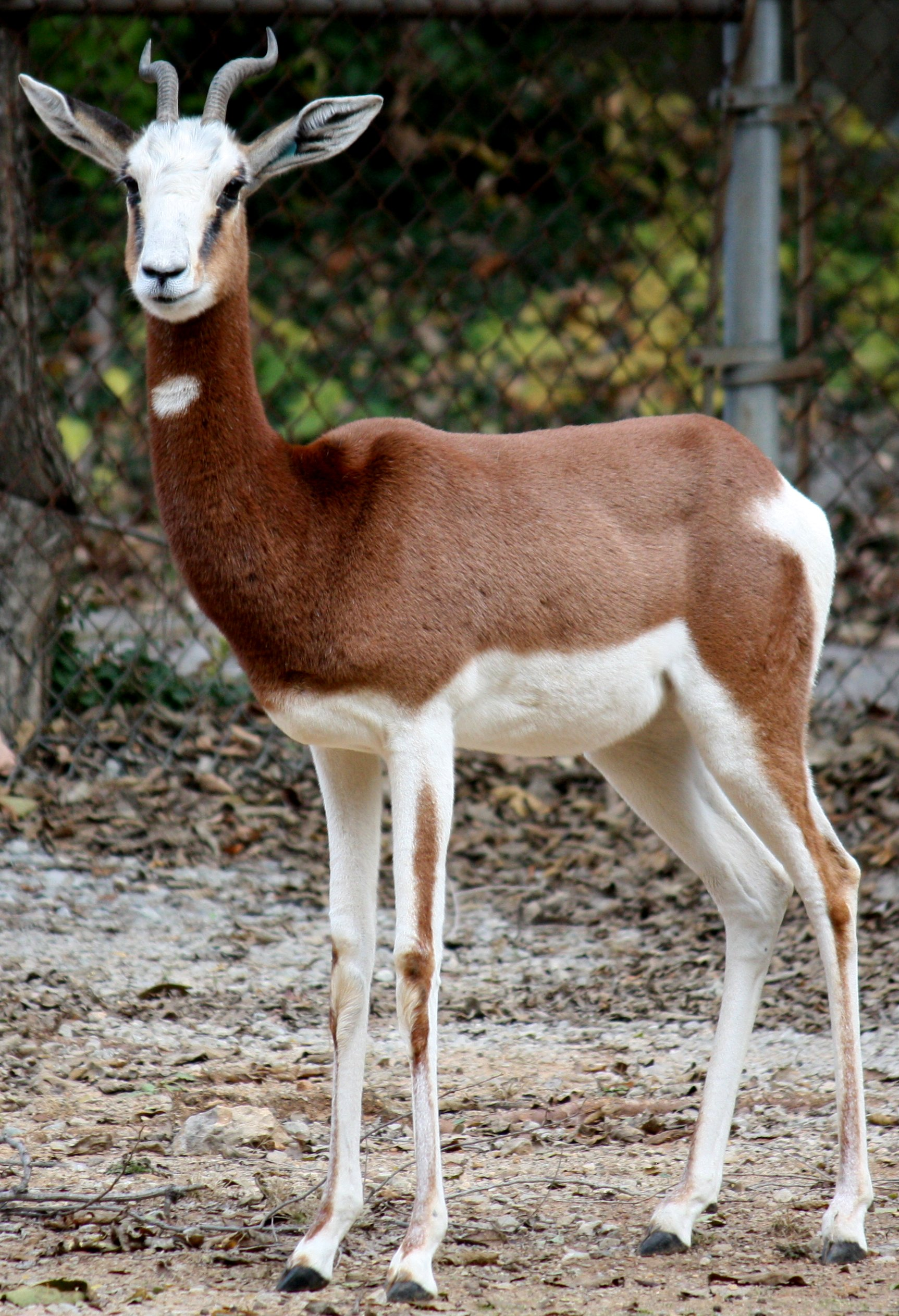
ダマガゼル
N. dama (Pallas, 1766)

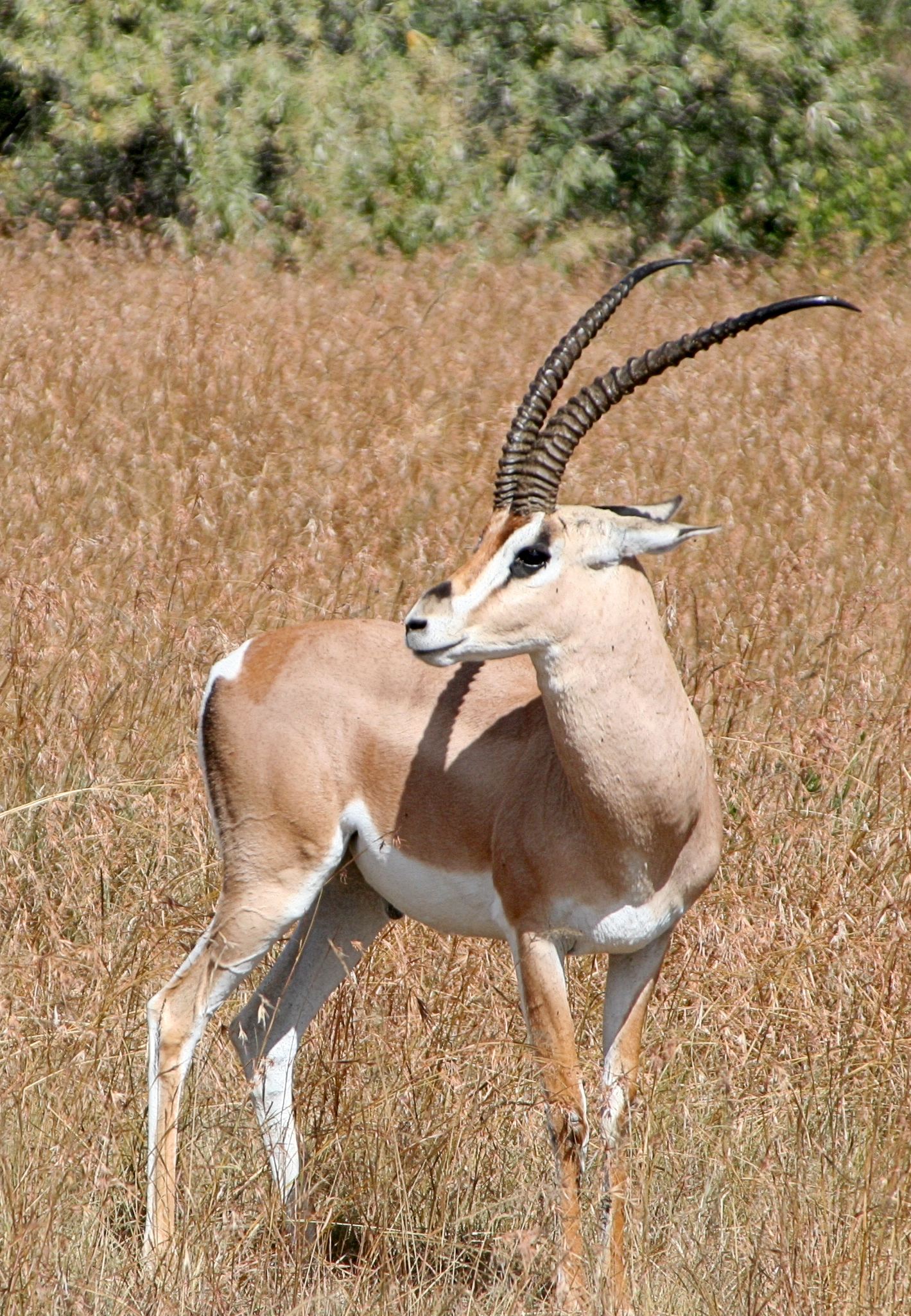
グラントガゼル
N. granti (Brooke, 1872)

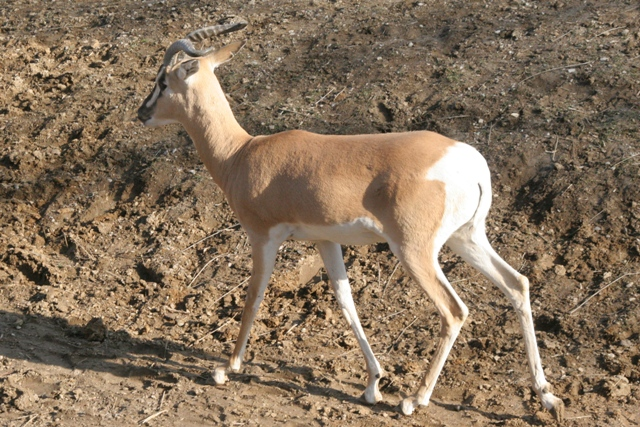
ゼメリングガゼル
N. soemmerringii (Cretzschmar, 1826)

ダマガゼル属を編成する現生種は下記の3種である。
ダマガゼル
学名：Nanger dama (Pallas, 1766)

ダマガゼルは、チャド、ニジェール、マリの在来種。種小名の dama（ダマ）は、1766年のペーター・ジーモン・パラスによる命名。
‍
アカシア属やキビ属の植生をともなうサバナ気候やステップ気候に疎らに林立したサヘルの草原に住む。砂の多い場所を避け、退避しやすい低山や高原によく現れる。アカシア属のないモロッコ南部では、低木が密生する場所で見られたが、恐らくモロッコとアルジェリアからは絶滅した。
‍
グラントガゼル
学名：Nanger granti (Brooke, 1872)

グラントガゼルは、ウガンダ、エチオピア、ケニア、ソマリア、タンザニア連合共和国、南スーダンの在来種。種小名の granti（グランティ）は、1872年のヴィクター・ブルックによる命名。
‍
生息地は、標高2,500メートルまでの亜砂漠、いばらの茂った低地、サバンナの木立、開けた平原、山岳地帯の草原である。高くて涼しい台地を含む、視界の開ける乾燥した平原やサバンナに住む。代表的な生息地はセレンゲティ国立公園の平原やサバンナである。水に依存しない特性を利用して、水を必要とするほかの草食動物が立ち入れない場所で生活をしている。乾季には草丈の短い平原に移動し、雨季にはサバンナの木立に移動するが、これも主要な移動とは真逆である。しかし、複数の大きな群れも雨季のあいだは共にし、より数の多いトムソンガゼルと同所することがある。
‍
ゼメリングガゼル
学名：Nanger soemmerringii (Cretzschmar, 1826)

ゼメリングガゼルは、エチオピア、エリトリア、ジブチ、ソマリアの在来種。種小名の soemmerringii（ソエッメッリンギー）は、1826年のフィリップ・ヤーコプ・クレッチュマーによる命名。
‍
乾燥・半乾燥した海岸平野、アカシア属の樹木が生育したサバンナ、平野の草原に生息し、視界の開ける生い茂ったサバンナや木立の少ない草原で見つかる。ダフラク諸島の個体は本土の個体よりも小さい。
‍

## 参考資料
- 川田伸一郎・岩佐真宏・福井 大・新宅勇太・天野雅男・下稲葉さやか・樽 創・姉崎智子・横畑泰志、2018、『世界哺乳類標準和名目録．哺乳類科学 58（別冊）：1–53．』、日本哺乳類学会分類群名・標本検討委員会 doi:10.11238/mammalianscience.58.S1